# 毕海澜
毕海澜（Harlan Page Beach，1854年—1933年3月4日），美国公理会在华传教士。
1854年，毕海澜出生于美国新泽西州South Orange，1874年毕业于 Andover 的Phillips Academy，1878年毕业于耶鲁大学，1883年毕业于Andover神学院，同年被派往中国，任教于北京附近通州的潞河中学和神学院，1885年，他和施美志（George Smyth）分别在通州潞河书院和福州鹤龄英华书院建立了中国最早的2个基督教青年会。1890年由于妻子的健康问题而返回美国。1892年-1895年任马萨诸塞州斯普林菲尔德基督工人学校（School for Christian Workers）校长，后担任学生志愿运动（Student Volunteer Movement）教育秘书。1906年担任耶鲁大学布道学教授。1921年退休。1933年在佛罗里达州去世。

## 著作
- The Cross in the Land of the Trident (1895)
- Knights of the Labarum (1896)
- Dawn on the Hills of T'ang (1900)
- 《新教差会地理与地图》（Geography and Atlas of Protestant Missions，1801-03）
- India and Christian Opportunity (1904)